# Overlea
Overlea és una concentració de població designada pel cens dels Estats Units a l'estat de Maryland. Segons el cens del 2000 tenia 12.148 habitants.

## Demografia
Segons el cens del 2000, Overlea tenia 12.148 habitants, 4.951 habitatges, i 3.317 famílies. La densitat de població era de 1.522,8 habitants per km².
Dels 4.951 habitatges en un 28,6% hi vivien nens de menys de 18 anys, en un 51,1% hi vivien parelles casades, en un 11,6% dones solteres, i en un 33% no eren unitats familiars. En el 26,9% dels habitatges hi vivien persones soles el 12% de les quals corresponia a persones de 65 anys o més que vivien soles. El nombre mitjà de persones vivint en cada habitatge era de 2,45 i el nombre mitjà de persones que vivien en cada família era de 2,99.
Per edats la població es repartia de la següent manera: un 22,9% tenia menys de 18 anys, un 7,7% entre 18 i 24, un 30,8% entre 25 i 44, un 22,4% de 45 a 60 i un 16,2% 65 anys o més.
L'edat mediana era de 38 anys. Per cada 100 dones de 18 o més anys hi havia 89,1 homes.
La renda mediana per habitatge era de 48.242 $ i la renda mediana per família de 57.075 $. Els homes tenien una renda mediana de 40.349 $ mentre que les dones 30.167 $. La renda per capita de la població era de 23.402 $. Entorn del 3,6% de les famílies i el 5,2% de la població estaven per davall del llindar de pobresa.

## Poblacions més properes
El següent diagrama mostra les poblacions més properes.